# جيمي رايت (لاعب غولف)
جيمي رايت (بالإنجليزية: Jimmy Wright)‏ هو لاعب غولف أمريكي، ولد في 1 ديسمبر 1939 في بنتونفيل في الولايات المتحدة.